# Bohumil Hanč

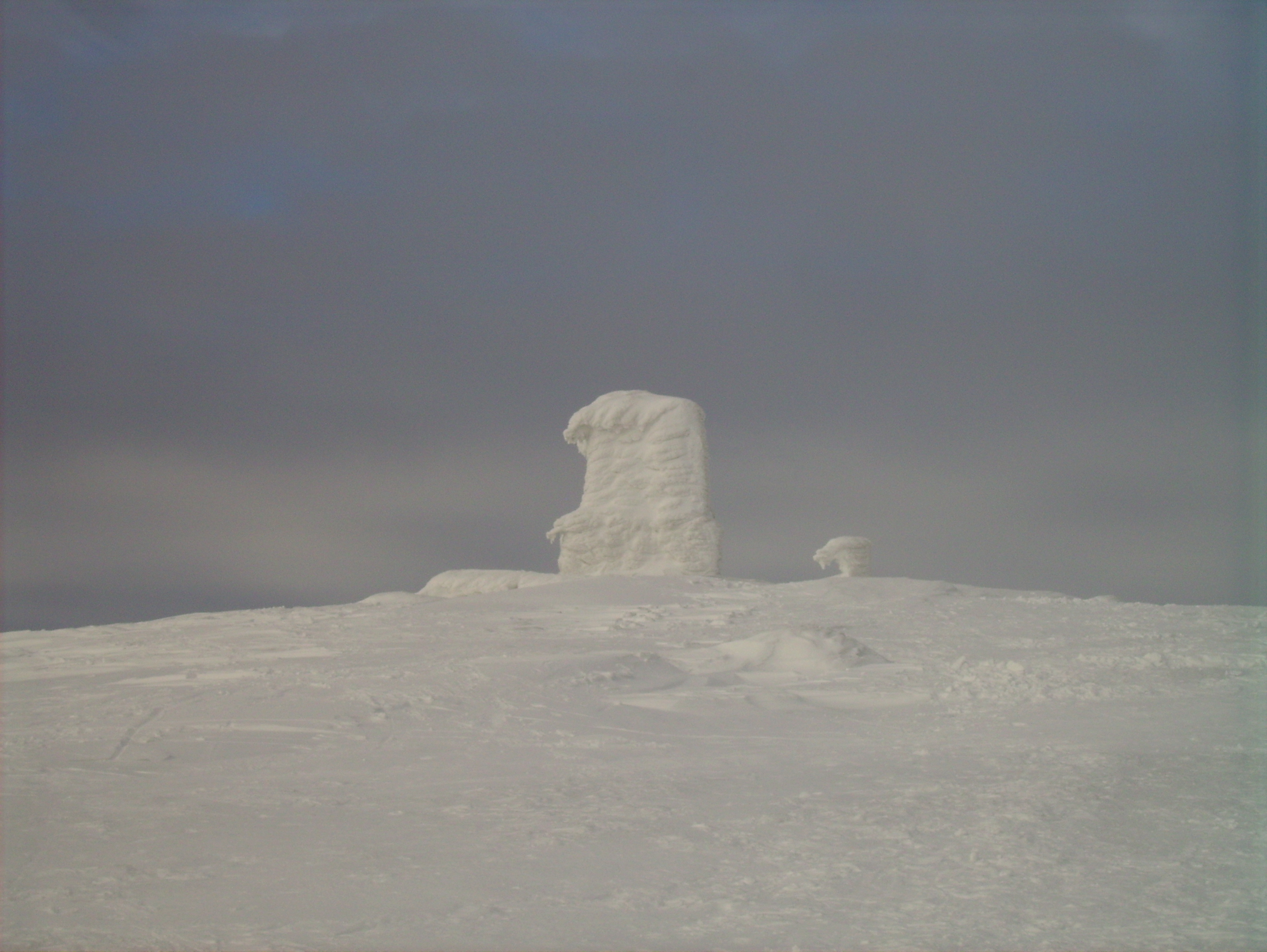
Hanč-Denkmal im Winter

Bohumil Hanč (* 19. November 1886 in Benecko; † 24. März 1913 auf der Goldhöhe) war ein tschechischer Skilangläufer. Er galt als erfolgreichster tschechischer Skilangläufer vor dem Ersten Weltkrieg.

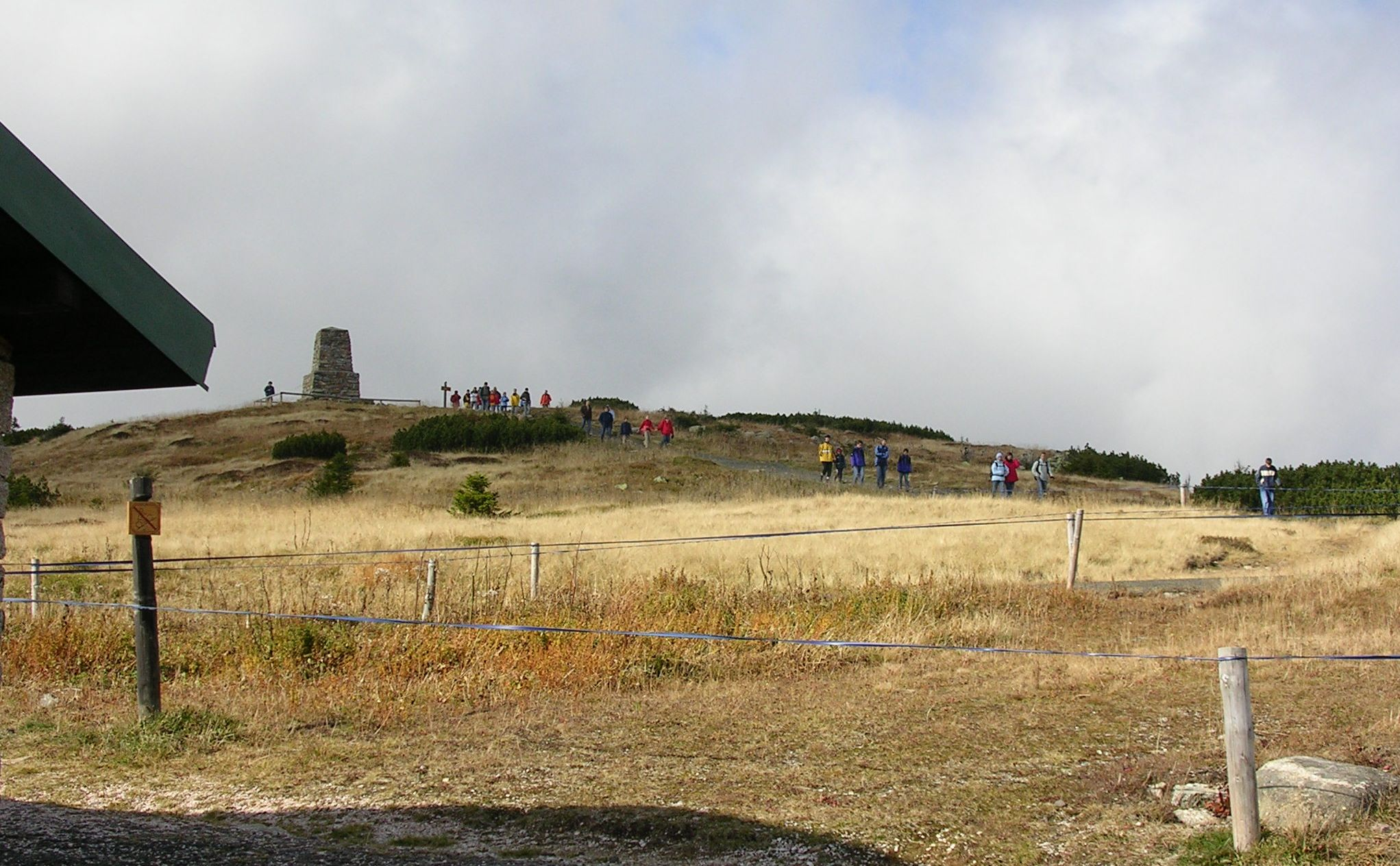
Vrbata-Baude mit Hanč-Denkmal

Hanč, der in Jilemnice lebte, startete am 24. März 1913 bei einem internationalen Skimarathon über 50 Kilometer im Riesengebirge, welcher seinen Start und Ziel an der Elbfallbaude hatte. Während des Wettbewerbs wechselte plötzlich das Wetter und ein Schneesturm zog auf. Nachdem Hanč weiterlief, obwohl die meisten Teilnehmer das Rennen unterbrachen, brach er auf Grund der Kälte auf der Goldhöhe zusammen. Sein sportlicher Kontrahent Emmerich Rath fand Hanč und trug ihn zunächst bis zur eigenen Erschöpfung. Danach legte er Hanč an einer windgeschützten Stelle ab und lief zur Elbfallbaude, um Hilfe zu holen.

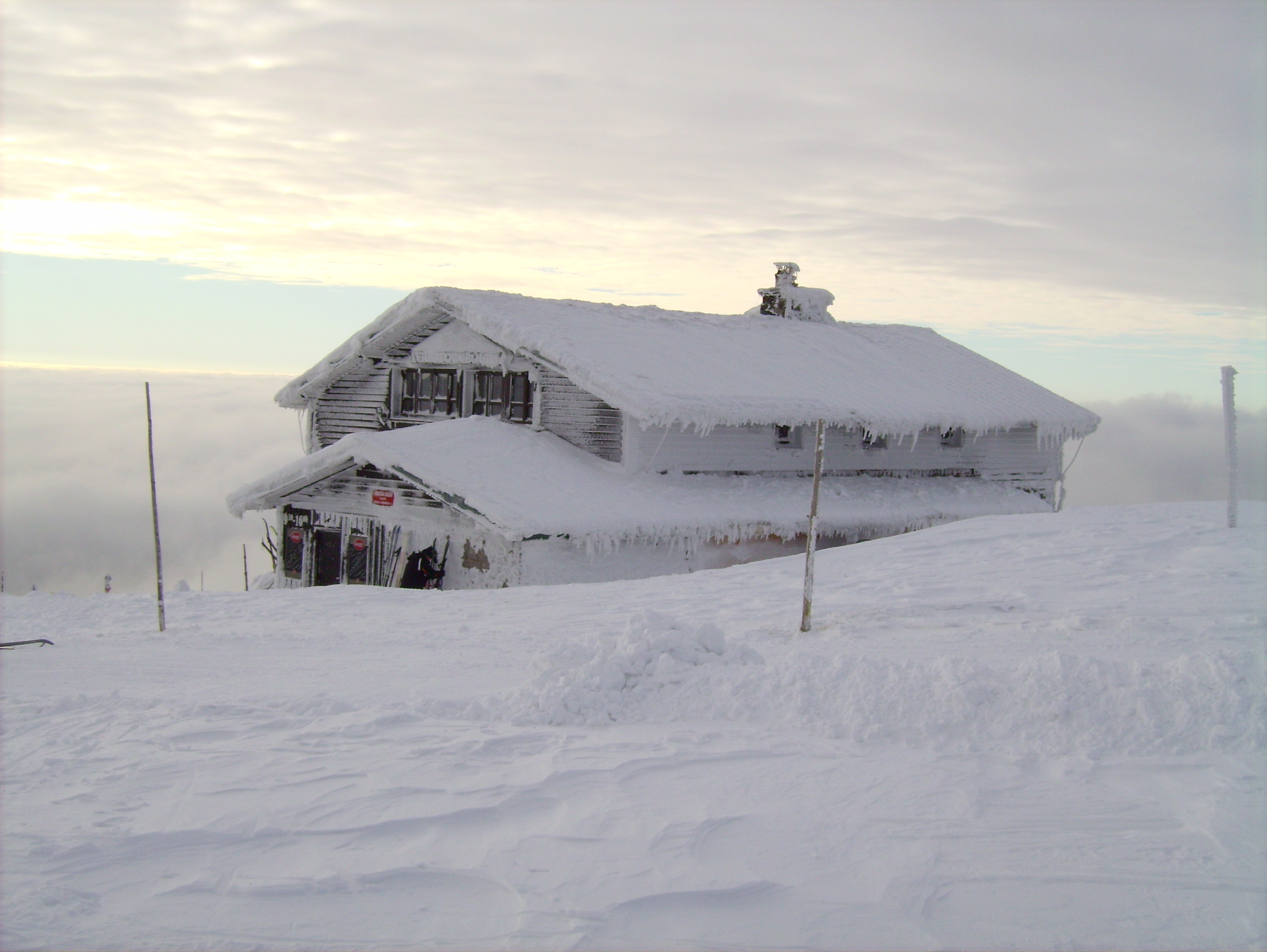
Vrbata-Baude

Hanč Freund Václav Vrbata gab ihm zwischenzeitlich seine Jacke, damit Hanč nicht erfror. Hanč überlebte dank der Jacke noch einige Zeit; bevor die Retter eintrafen, war er an Erschöpfung und Erfrierung verstorben. Kurz darauf starb auch Vrbata. Zum Gedenken an Vrbata, der für Hanč seine Kleidung und damit auch sein Leben gab, wurde die 1964 eröffnete Baude auf der Goldhöhe Vrbatova bouda (deutsch Vrbata Baude) genannt.
Am Unglücksort zwischen Goldhöhe und Elbquelle errichtete Emmerich Rath aus Braunau noch Ende März 1913 ein Denkmal, das einen gebrochenen Ski zeigte. Es wurde später durch ein Steindenkmal ersetzt. Auf der Goldhöhe entstand später noch ein größeres Denkmal für Hanč und Vrbata. Die Geschichte um Hanč und Vrbata wurde von Regisseur Čeněk Duba in dem Film Synové hor verfilmt.
Die Exposition des Riesengebirgesmuseums Jilemnice über die Anfänge des Skilaufs widmet sich speziell Bohumil Hanč. Darin ist auch ein Fragment der alten Holztafel vom Sterbeort des Sportlers zu sehen.